# Bennich
Bennich (uttalas [bénnik]) är en svensk adlig släkt 
Tidigare angavs att släkten härstammar från Halland. Modernare forskning har reviderat ättens härstamning till schleswigsk ätt, som invandrade till Sverige i början av 1600-talet. Ättens äldste kände medlem är en häradsdomaren i Hallands län Hartwig Bennich (död 1666) vars far levde i Flensburg. En släkting var Jakob Bennich, som ägde ett hemman i Halland. 
Hartwig sonsons sonsons son, landshövdingen i Jämtlands län sedermera generaltulldirektören Nils Axel Gustafsson Bennich (1817–1904) föddes i Opphem i Tjärstads socken i Östergötland  och varson till officer. Efter studier i Uppsala gjorde han karriär på lagfarenhetens områden. Han blev senare landshövding i Jämtlands län när han adlades jämlikt 37 § 1809 års regeringsform, innebärande att endast huvudmannen innehar adlig värdighet, den 3 maj 1864 på Stockholms slott av Karl XV med bibehållet namn. Han introducerades den 11 oktober 1865 under nummer 2339.
Andra kända medlemmar av släkten är Hjalmar Bennich och Hans Bennich. – Med släkten sammanhänger den gren av Bjerka-Skramstad-släkten Björkman, som skriver sig Bennich-Björkman och som härstammar från kaptenen Carl Johan Bennich, bror till Axel Bennich; en dotter till honom var gift Björkman.

## Vapenbeskrivning
Skölden kallas en fransk sköld av guld. Ordvalet har liksom flera andra fall under 1800-talet blivit fel. En fransk sköld form avser egentligen en rektangulär sköld med en spets nedtill. I skölden är två grenar sammanflätade med varandra på sätt att från vardera grenens yttersida skjuter ut tre gröna ekblad och två bruna ekollon ut. Hjälm ska vara en fem gallrad öppen torner hjälm som till det inre är röd och till det yttre av stål med skoning av guld. Som i andra sköldebrev från denna tid är det specificerat att hjälmen ska ha en riddarkedja med ett smycke i guld. Hjälmprydnaden finns två gröna ekblad och två bruna ekollon på vardera yttersida av de båda korslagda grenarna och deras övre vinkel ett brunt ekollon. Lövverket (hjälmtäcket) anges i sköldebrevet som i yttre omväxlande av guld och grönt och till det inre svart.

## Blasonering
| ”                                                                        | En rätt uppstående Fransysk sköld af guld, hvarå synas i naturlig färg tvänne med hvarandra sålunda sammanflätade grenar, att från hvarderas yttersida utskjuta trenne gröna ekblad och tvänne bruna ekollon, från hvarderas innansida ett grönt ekblad, samt från midten af deras öfre öppning ett brunt ekollon. På skölden är ställd en femgallrad öppen tornerhjelm, till det inre röd och till det yttre af stål i naturlig färg, med nedomkring en skoning af guld. Omkring hjelmens hals synes en riddarkedja jemte dervid fästadt smycke af guld. På hjelmen är lagd en af guld, svart och grönt virad hjelmkrans, från hvilken uppskjuta tvänne korslagda grenar i naturlig färg, och från hvarderas yttersida utgå tvänne gröna ekblad och tvänne bruna ekollon, samt från dess öfre vinkel ett brunt ekollon. Från hjelmen utgår, hängande nedåt sköldens båda sidokanter, löfverket, som till det yttre är omvexlande af guld och grönt, samt till det inre svart; aldeles som sköldemärket med sina rätta och egentliga färger här afmåladt finnes. | „ |
| – Sköldebrevet i original, RHA. Transkription: Göran Mörner, 2017-02-20. | |   |